# Flecărelile femeilor
Flecărelile femeilor (italiană/venețiană: I pettegolezzi delle donne) este o piesă de teatru de Carlo Goldoni din 1750.

## Prezentare
Beppo și Checchina sunt pe cale să se căsătorească. Cu toate acestea, chiar înainte de nuntă, Donna Sgualda îi spune spălătoresei Donna Catte că Checchina nu este adevărata fiică a lui Toni Paron așa cum toată lumea crede. Vestea circulă rapid în rândul femeilor din Veneția și ajunge la urechea lui Beppo, care se vede în imposibilitatea de a se căsători cu o fată care are o paternitate incertă, deși o iubește mult. Când se răspândește vestea că tatăl adevărat al Checchinei a venit în oraș, toate bârfele se îndreaptă spre un vânzător de arahide, Musa zis și Abagiggi. 

## Personaje
- Pantalone, un negustor
- Paron Toni, barcagiu
- Checchina, considerată fiica lui Toni
- Beppo, iubitul Checchinei
- Beatrice, din Roma
- Eleonora, prietena Beatricei
- Lelio, comic, bufon
- Donna Sgualda, negustoare de obiecte vechi
- Donna Catte, spălătoreasă
- Anzoletta, croitoreasă
- Ottavio, din Roma, se dă ca fiind din Salamina, tatăl Checchinei
- Toffolo, marinar al lui Toni
- Musa, armean, cu replica Abagiggi biri biri
- Merlino, băiat napolitan
- Arlecchino, slujitorul lui Lelio
- Panduro și Moccolo, marinari
- Checchino, slujitorul  Eleonorei
- Un hamal, un chelner la han